# چرنوشکا، بخش چرنوشینسکی، پرم
شهر چرنوشکا، بخش چرنوشینسکی، پرم (به روسی: Чернушка) در کشور روسیه و در کرای پرم واقع شده‌است.